# L’Histoire à venir
Pour l’article homonyme, voir Histoire à venir.
L'Histoire à venir est un festival consacré à l'histoire fondé en 2017. Il se déroule chaque année à Toulouse lors de la deuxième quinzaine du mois de mai. Durant quatre jours, diverses rencontres, conférences, tables rondes, performances sont proposées au grand public autour d’un thème donné. Cette manifestation est organisée par le Théâtre Garonne, l’université Toulouse Jean-Jaurès, les éditions Anacharsis et la librairie Ombres blanches.

## Historique
Le festival est créé à l'initiative de Christian Thorel, fondateur de la librairie Ombres blanches à Toulouse. Il est le fruit de sa rencontre avec Charles-Henri Lavielle, codirecteur de la maison d'édition toulousaine Anacharsis, et Claire Judde de Larivière, historienne, spécialiste du Moyen Âge à l’université Toulouse Jean-Jaurès.
Il a pour ambition de « montrer que l’histoire peut et doit nous aider à comprendre les enjeux des débats contemporains ».

## Programmation
Le festival donne la parole à des historiens, philosophes, chercheurs en sciences sociales, écrivains et artistes qui partagent leurs idées et leurs recherches.
Le festival se distingue en proposant des « formats de rencontres inventifs et surprenants » et la « volonté de recourir à la théâtralité pour mettre en scène les idées ». 

## Accueil
La manifestation accueille en moyenne 6 500 festivaliers par an.
Pour l'historien Antoine Lilti, professeur au Collège de France, « la grande réussite de ce festival est que l’histoire n’y est jamais présentée comme un récit définitif, encore moins comme une vérité incontestable ou un patrimoine à entretenir, mais comme une science vivante et joyeuse ».

## Récapitulatif chronologique
- Du 18 au 21 mai 2017 : « Du silex au big data
- Du 17 au 20 mai 2018 : « Humain, non humain »[2]
- Du 23 au 26 mai 2019 : « En commun »[3]
- 2020-2021 : « Usages du faux »[4]
- Du 12 au 15 mai 2022 : « Vingt mille lieux sur la Terre »[5]
- Du 24 au 28 mai 2023 : « Il était une fois le progrès »[6]
- Du 22 au 26 mai 2024 : « Au nom de la loi ! »[7]
- Du 15 au 18 mai 2025 : « À l'écoute »